# Manjacaze (distrito)

Localização do distrito de Manjacaze em Moçambique

O distrito de Manjacaze, Mandlacaze, Mandlakazi ou Mandlha – inKaze  está situado na parte sul da província de Gaza, em Moçambique. A sua sede é a vila de Manjacaze. Os postos administrativos de Mazucane e Nguzene, até então parte deste distrito, foram transferidos para o recém criado distrito de Chongoene na reforma administrativa de 2016.
Tem limites geográficos, a norte com o distrito de Panda da província de Inhambane, a leste com os distritos de Zavala e Inharrime, da mesma província, a sul com o Oceano Índico, a sudoeste o distrito de Chongoene e a oeste é limitado pelo distrito do Chibuto.
O distrito de Manjacaze tinha, pré-2016. uma superfície de 3 748 km²  e uma população recenseada em 2007 de 168 969 habitantes, tendo como resultado uma densidade populacional de 45,1 habitantes/km² e correspondendo a um aumento de 4,9% em relação aos 161 488 habitantes registados no censo de 1997. 

## Divisão Administrativa
O distrito está dividido em cinco postos administrativos: Chalala, Chibonzane, Chidenguele, Macuacua e Manjacaze, compostos pelas seguintes localidades:
- Posto Administrativo de Chalala:
  - Chalala
  - Mussengue
- Posto Administrativo de Chibonzane:
  - Chibonzane
  - Ponjuane
- Posto Administrativo de Chidenguele:
  - Betula
  - Chidenguele
  - Dengoine
- Posto Administrativo de Macuacua:
  - Chilatanhane
  - Macuacua
- Posto Administrativo de Manjacaze:
  - Vila de Manjacaze

De notar que em 1998 a vila de Manjacaze, até então apenas uma divisão administrativa a nível de posto administrativo, foi elevada à categoria de município.

## História
Um dos elementos históricos mais notórios de Manjacaze foi a prisão do Gungunhana (c. 1850-1906), chefe africano que se rebelou contra o domínio português e acabou por ser derrotado por Joaquim Mouzinho de Albuquerque (1855-1902).
Manjacaze é também conhecida por ser a terra natal de Eduardo Mondlane, primeiro presidente da Frelimo (Frente de Libertação de Moçambique), desde a criação deste movimento independentista em 1962 até ao seu assassinato em 1969.

Manjacaze também se destaca por ser o distrito natal de Gabriel Estêvão Monjane, o famigerado "Gigante de Manjacaze", o qual, em 1988 bateu o recorde de homem mais alto do mundo, tendo atingido a prodigiosa altura de 2,45m.